# The Beast of Yucca Flats
The Beast of Yucca Flats (engl. für Die Bestie von Yucca Flats) ist ein US-amerikanischer Horrorfilm des Regisseurs Coleman Francis aus dem Jahr 1961. Das mit bescheidenen Geldmitteln inszenierte B-Movie gilt als einer der schlechtesten Filme aller Zeiten.

## Handlung
Nachdem sie duschen war, wird eine Frau erwürgt. Zur gleichen Zeit kommt der sowjetische Wissenschaftler Joseph Javorsky in Yucca Flats, einem atomaren Testgelände in Nevada, an. Javorsky ist ein Überläufer, der militärische Geheimnisse, speziell über eine geplante sowjetische Mondlandung, mit sich trägt. Als Javorsky das Flugzeug verlässt und sich mit seinen amerikanischen Kontaktleuten trifft, werden sie von zwei KGB-Agenten angegriffen. Die Amerikaner bekämpfen die Angreifer, während Javorsky in die Wüste flieht.
Javorsky taumelt durch die Wüste und entledigt sich des Großteils seiner Kleidung. Auf dem Testgelände wird eine Atombombe gezündet, die Strahlung lässt ihn zu einem Monster mutieren. Javorsky tötet ein Pärchen, das in einem Auto über eine naheliegende Straße fährt. Die Polizisten Archer und Dobson verfolgen den Mörder. Die gleiche Straße wird von der Familie Radcliffe befahren, die sich auf einer Reise befindet. Während einer Rast erkunden die beiden jungen Söhne, Randy und Art, die Umgegend. Dabei treffen sie auf den mutierten Javorsky, können ihm jedoch entkommen. Vater Hank, auf der Suche nach seinen Söhnen, wird von einem der Polizisten, die Javorsky nun per Flugzeug jagen, irrtümlich für den Killer gehalten und beschossen. Glücklicherweise kann der Vater entkommen. Die Familie findet wieder zusammen, während Javorsky von Polizisten gestellt und erschossen wird.

## Kritiken
Das Portal "At-A-Glance-Film-Review" bezeichnet den Film als idiotisches und witzloses Stück Trash.
Dennis Grisbeck schrieb im Portal 'MonsterShack", der Film sei eine umwerfende Leistung in filmtechnischer Zusammenhanglosigkeit.

## Hintergrund
Die Uraufführung fand am 2. Mai 1961 statt.
Das Budget war sehr niedrig. Anthony Cardozo, einer der Produzenten, spielte nicht nur eine Rolle im Film, er war auch für den Schnitt mitverantwortlich. In einem Interview, das er dem Filmhistoriker Tom Weaver gab, bezifferte er das Budget auf ca. 34.000 US-Dollar. Weiterhin gab er an, dass die Dreharbeiten sich über ein Jahr hinwegzogen, da nur am Wochenende gedreht wurde. Larry Aten, Darsteller des Polizisten Dobson, war für das Make-up von Tor Johnson zuständig. Bezeichnend für das niedrige Budget des Films war die Tatsache, dass der Film ohne Ton gedreht wurde. Dialoge, Musik und Toneffekte wurden nachträglich beigefügt, im Wesentlichen wird die Handlung aber lediglich von einem Erzähler kommentiert.
Johnson, ein ehemaliger Profi-Wrestler schwedischer Herkunft, spielte das letzte Mal eine Hauptrolle. Sieben Jahre später hatte er in Bob Rafelsons Komödie Head eine letzte kleine Rolle. Johnson wurde bekannt als Darsteller in mehreren Filmen von Ed Wood.
Barbara Francis war die Ex-Frau des Regisseurs Coleman Francis. Ronald und Alan Francis, die die beiden Jungen darstellten, waren die Söhne des Paares.
Das Testgelände Yucca Flats existiert wirklich. Es ist Teil der Nevada National Security Site und gilt als verstrahltestes Gebiet der Erde.